# Guerre Iga de Tenshō
La guerre Iga de Tenshō (天正伊賀の乱, Tenshō Iga no Ran) désigne deux invasions de la province d'Iga par le clan Oda durant l'époque Azuchi Momoyama de l'histoire du Japon. La province est conquise par Oda Nobunaga en 1581 après une tentative infructueuse en 1579 par son fils Oda Nobukatsu. Les noms des conflits sont dérivés du nom de l'ère Tenshō (1573-1592) au cours de laquelle elles se déroulent. Parmi les autres noms pour cette campagne figurent l'« Attaque sur Iga » (伊賀攻め, Iga-zeme) ou « Pacification d'Iga » (伊賀平定, Iga Heitei)

Carte des emplacements

## Contexte
Géographiquement, la région d'Iga est entourée par des montagnes de tous les côtés qui ne peuvent être franchies que par l'intermédiaire de voies étroites. Cet état de fait, plus la distance de la région de grands axes de transport, signifie qu'Iga est facilement défendable par un petit nombre d'hommes et n'est pas une cible prioritaire pour les forces extérieures. Le clan Niki sert en tant que shugo de la province pour le shogunat Ashikaga, mais son contrôle n'a jamais été fort et bientôt s'affaiblit encore tandis que l'autorité du shogunat diminue. Aucun grand seigneur de guerre n'apparaît pour prendre leur place, bien que les Rokkaku au nord et les Kitabatake à l'est étendent leur influence sur des parties de la province. Au lieu de cela, comme cela arrive aussi dans certaines régions voisines, la province en vient à être contrôlée par une ligue ikki des nombreux clans guerriers locaux (ji-samouraï) qui se sont formés pour défendre l'indépendance de la zone de forces militaires extérieures. Les premiers détails de la ligue sont inconnus mais au milieu du XVIe siècle, elle est formalisée comme organisation connue sous le nom « Ligue de toutes les communes d'Iga » (伊賀惣国一揆, Iga Sōkoku Ikki).
À la suite de la bataille d'Okehazama en 1560, Oda Nobunaga de la province d'Owari, commence son ascension en tant que daimyō éminent de centre du Japon, et étend rapidement son territoire. En 1567, il commence son invasion de la province d'Ise, alors en grande partie sous le contrôle du clan Kitabatake. Il fait lentement passer les vassaux de Kitabatake de son côté et contraint Kitabatake Tomofusa, le chef du clan, à demander la paix après la bataille du château d'Okawachi en 1569. Dans le cadre de leur accord de paix, Tomofusa adopte le fils de Nobunaga Nobukatsu comme son héritier, cédant la majeure partie de son autorité aux Oda. En décembre 1576 Nobunaga et Nobukatsu font assassiner la plupart des dirigeants Kitabatake restant (l'incident Mise), consolidant ainsi leur contrôle d'Ise,.

## Première guerre Iga de Tenshō (1579)
Le jeune Nobukatsu, qui a maintenant le contrôle sur la province d'Ise, décide d'étendre son domaine afin d'y inclure également la province d'Iga. En mars 1578, Shimoyama Kai, un ancien vassal mineur d'Iga de Kitabatake, rend visite à Nobukatsu à sa résidence de Matsugashima et l'exhorte à envahir Iga, énumérant les méfaits qui y sont commis. Il s'agit notamment de l'expulsion de Niki Yubai, le shugo nominal d'Iga, en juin de l'année précédente. Tenté par la possibilité d'ajouter Iga à son domaine, Nobukatsu envoie Takigawa Kazumasu afin de construire un château à Maruyama à Iga en vue servir de point de départ pour la campagne.
Avertis des intentions de Nobukatsu par la construction du château, les guerriers d'Iga décident d'attaquer avant qu'il n'ait achevé la construction de la forteresse. Ils attaquent le château de Maruyama en plein jour, le 24 novembre 1578. Pris par surprise, Takigawa est contraint de se retirer du château que les forces Iga incendient alors. Il rassemble les restes de ses forces au proche village de Tsuzumigamine mais y est de nouveau battu et se retire vers Ise.
Gêné et irrité par ce revers, Nobukatsu veut attaquer immédiatement Iga mais est persuadé d'attendre par ses conseillers. Toujours déterminé à attaquer un an plus tard, il prépare une invasion en trois phases l'année suivante et quitte Matsugashima le 6 octobre 1579. Les forces Iga ont vite connaissance des préparatifs de Nobukatsu cependant, et font des plans pour le rencontrer. Nobukatsu et sa force principale de 8 000 hommes pénètrent dans Iga par le col de Nagano le jour suivant mais sont pris en embuscade ce faisant. Les troupes d'Iga en attente font un usage intensif de leur connaissance du terrain et des tactiques de guérilla pour surprendre et confondre l'armée de Nobukatsu. Ce dernier se retire en prenant de lourdes pertes tandis que son armée se désorganise. Les deux autres, plus petites forces (1 500 hommes dirigés par Tsuge Saburō au col d'Onikobu et 1 300 hommes sous les ordres de Nagano Sakyōnosuke au col d'Aoyama) connaissent le même sort et Tsuge perd la vie. Selon l'Iranki, les pertes de Nobukatsu se montent à plusieurs milliers.
La campagne est donc une catastrophe; non seulement Nobukatsu est-il vaincu mais il a aussi perdu un de ses généraux. En outre, Nobukatsu n'a pas consulté Nobunaga avant de lancer son attaque, en partie motivée par le désir de prouver son mérite à son père. Au lieu de cela, Nobunaga est furieux quand il apprend l'aventure de son fils et menace de le renier.

## Seconde guerre Iga de Tenshō (1581)
Le 30 septembre 1581 Nobunaga lance sa propre invasion d'Iga sur une échelle beaucoup plus grande. Le déclencheur immédiat pour cette deuxième invasion est une visite de deux résidents d'Iga, le mois précédent, à Nobunaga dans son Château d'Azuchi, visite au cours de laquelle les hommes offrent à servir de guides pour une invasion de la province. Nobunaga accepte et récompense les hommes.
À cette époque, Oda est à l'apogée de sa puissance. Il contrôle la plupart du centre du Japon, y compris tous les territoires qui bordent la province d'Iga. Il est donc en mesure de rassembler une grande armée qui attaque la province en provenance de toutes les directions :
1. 10 000 hommes sous le commandement de Nobukatsu et Tsuda Nobusumi entrent de Ise (col d'Aoyama) au sud-est.

2. 12 000 hommes commandés par Niwa Nagahide et Takigawa Kazumasu entrent de  Tsuge au nord-est.

3. 7 000 hommes commandés par Gamō Ujisato et Wakisaka Yasuharu entrent de  Tamataki au nord.

4. 3 700 hommes commandés par Tsutsui Junkei entrent de Kasama au sud-ouest.

5. 7 000 hommes commandés par Asano Nagamasa entrent de  Hase au sud-ouest.

6. 2 300 hommes commandés par Hori Hidemasa entrent de Tarao au nord-ouest.
Contre cette grand armée de 42 000 hommes, le nombre des défenseurs d'Iga ne s'élève qu'à 10 000 tout au plus, et ceux-ci sont répartis dans toute la province. Les forces Oda avancent, incendiant châteaux, sanctuaires et temples, et rencontrent une résistance relativement faible. Les actions militaires les plus importantes sont le siège du château de Hijiyama, devenu le point de ralliement pour les forces Iga du nord, et le siège du château de Kashiwara dans le sud. Avec la capitulation des forces de ce château le 8 octobre, la résistance organisée d'Iga prend fin.
Nobunaga lui-même visite la province conquise au début de novembre puis retire ses troupes, plaçant le commandement dans les mains de Nobukatsu,.

## Impact
Les tactiques d'espionnage et de guérilla développées par les « milices de paysans-guerriers » Iga sont supposées avoir formé la base de la tradition « ninja » de la région. Après leur défaite, les forces d'Iga sont embauchées comme troupes auxiliaires par d'autres forces militaires.

## Source de la traduction
- (en) Cet article est partiellement ou en totalité issu de l’article de Wikipédia en anglais intitulé « Tenshō Iga War » (voir la liste des auteurs).